# Conte di Suffolk
Conte di Suffolk è un titolo ereditario della nobiltà inglese della parìa inglese.

## Storia

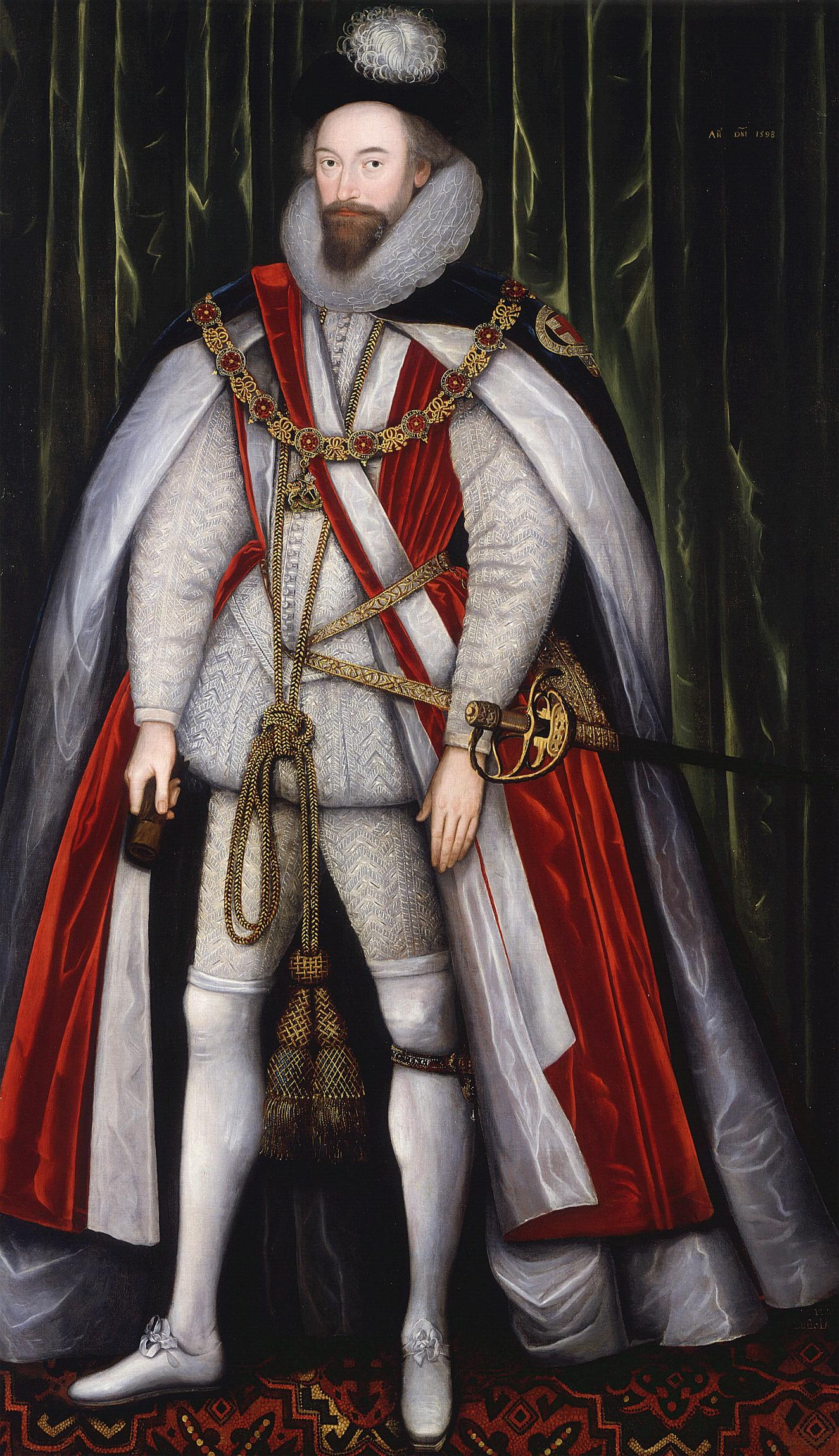
Thomas Howard, I conte di Suffolk

La prima creazione del titolo di conte di Suffolk, assieme a quella del titolo di conte di Norfolk, avvenne prima del 1069 in favore di Ralph lo scudiero; il titolo passò quindi al suo erede Ralph de Guader il quale lo estinse nel 1074.
La seconda creazione venne predisposta nel 1337 in favore di Robert de Ufford; il titolo si estinse alla morte di suo figlio, il secondo conte, nel 1382.
La terza creazione avvenne nel 1385 in favore di Michael de la Pole un cui discendente, William de la Pole, IV conte, venne nominato dapprima marchese e poi duca (vedi duca di Suffolk per la prosecuzione di questo titolo).
La quarta creazione avvenne nel 1603. lord Thomas Howard era il figlio secondogenito di Thomas Howard, IV duca di Norfolk, avuto dal secondo matrimonio del padre con Margaret, figlia ed erede di Thomas Audley, I barone Audley di Walden. Howard fu un notevole comandante militare e politico, prestando servizio come earl marshal, come lord chamberlain of the household e come lord high treasurer. Nel 1597 egli venne elevato al titolo di barone Howard de Walden, e nel 1603 venne onorato ulteriormente con la concessione appunto del titolo di conte di Suffolk. Il suo figlio secondogenito, Thomas Howard venne creato conte di Berkshire nel 1626.
Nel 1706, la famiglia ottenne anche il titolo di barone Chesterford, nella contea di Essex, e di conte di Bindon, nella contea di Dorset. Il VII conte fu lord luogotenente dell'Essex e viene anche ricordato per essere stato il proprietario dello schiavo noto con il nome di Scipione l'Africano. Il conte morì senza eredi nel 1722 e come tale alla sua dipartita la baronìa di Chesterford e la contea di Bindon si estinsero.
Gli succedette nella contea di Suffolk suo zio, l'VIII conte. Egli morì senza eredi a sua volta gli succedette suo fratello, il IX conte. La moglie di quest'ultimo fu Henrietta Hobart, che fu amante di Giorgio II d'Inghilterra. Alla morte dell'unico figlio della coppia, la contea passò a un cugino di terzo grado, IV conte di Berkshire, il quale divenne anche XI conte di Suffolk (vedi conte di Berkshire).
La casa della famiglia è ancora oggi Charlton Park, Wiltshire, presso Malmesbury, nello Wiltshire.

## Conti di (Norfolk e) Suffolk, prima creazione
- Ralph lo scudiero, I conte di Norfolk e Suffolk (c. 1011–1068)
- Ralph de Guader, II conte di Norfolk e Suffolk (c. 1040–c. 1096) (annullato nel 1074)

## Conti di Suffolk, seconda creazione (1337)
- Robert de Ufford, I conte di Suffolk (1298–1369)
- William de Ufford, II conte di Suffolk (1330–1382)

## Conti di Suffolk, terza creazione (1385)
- vedi Duca di Suffolk (creazione del 1448)

## Conti di Suffolk, quarta creazione (1603)
- Thomas Howard, I conte di Suffolk (1561–1626)
- Theophilus Howard, II conte di Suffolk (1584–1640)
- James Howard, III conte di Suffolk (1620–1689)
- George Howard, IV conte di Suffolk (1624–1691)
- Henry Howard, V conte di Suffolk (1627–1709)
- Henry Howard, VI conte di Suffolk, I conte di Bindon (1670–1718)
- Charles William Howard, VII conte di Suffolk, II conte di Bindon (1693–1722)
- Edward Howard, VIII conte di Suffolk (1672–1731)
- Charles Howard, IX conte di Suffolk (1675–1733)
- Henry Howard, X conte di Suffolk (1706–1745)
- Henry Bowes Howard, XI conte di Suffolk, IV conte di Berkshire (1687–1757)
- Henry Howard, XII conte di Suffolk, V conte di Berkshire (1739–1779)
- Henry Howard, XIII conte di Suffolk, VI conte di Berkshire (1779–1779)
- Thomas Howard, XIV conte di Suffolk, VII conte di Berkshire (1721–1783)
- John Howard, XV conte di Suffolk, VIII conte di Berkshire (1739–1820)
- Thomas Howard, XVI conte di Suffolk, IX conte di Berkshire (1776–1851)
- Charles John Howard, XVII conte di Suffolk, X conte di Berkshire (1804–1876)
- Henry Charles Howard, XVIII conte di Suffolk, XI conte di Berkshire (1833–1898)
- Henry Howard, XIX conte di Suffolk, XII conte di Berkshire (1877–1917)
- Charles Henry George Howard, XX conte di Suffolk, XIII conte di Berkshire (1906–1941)
- Michael John James George Robert Howard, XXI conte di Suffolk, XIV conte di Berkshire (n. 1935)